# Liste de parlementaires britanniques tués pendant la Première Guerre mondiale

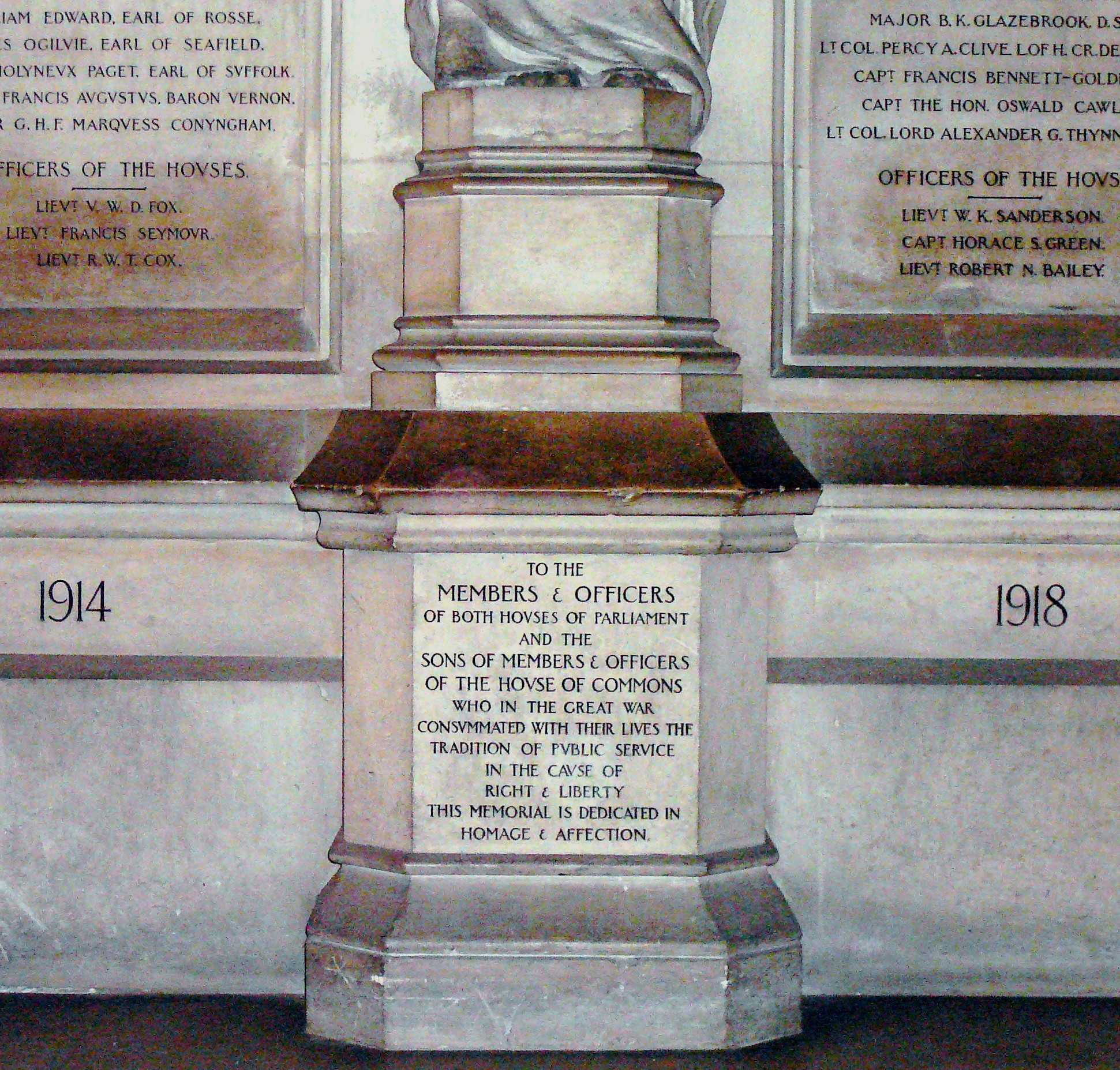
Détail du mémorial aux parlementaires et aux personnels du Parlement morts à la Première Guerre mondiale, au palais de Westminster.

Le Royaume-Uni de Grande-Bretagne et d'Irlande déclare la guerre à l'Empire allemand le 4 août 1914 à la suite de l'invasion de la Belgique par l'Allemagne, et participe ainsi durant quatre ans à la Première Guerre mondiale, dans le camp des Alliés et contre les empires centraux. Quelque 750 000 hommes britanniques sont tués à la guerre durant ce conflit.
À l'entame de la guerre, le Premier ministre du Royaume-Uni est le libéral Herbert Henry Asquith, qui a été reconduit à la suite des élections législatives de décembre 1910. Il est à la tête d'un gouvernement minoritaire libéral, avec le soutien sans participation des députés nationalistes irlandais du Parti parlementaire irlandais. Contesté pour sa gestion de la guerre, Herbert Asquith est contraint en mai 1915 de former un gouvernement d'union nationale incluant le Parti conservateur et le Parti travailliste. Le Premier ministre est contraint par les conservateurs de démissionner en décembre 1916, et David Lloyd George lui succède à la tête de la coalition.
Au total, 264 députés de la Chambre des communes s'engagent dans les forces armées durant la Première Guerre mondiale. Vingt députés de la Chambre des communes sont tués à la guerre (ou bien meurent des suites de leur participation), de même que vingt membres de la Chambre des lords et trois anciens députés des communes. Un mémorial commémore ces quarante-trois hommes, ainsi que les personnels des deux Chambres et les soldats morts au front qui sont fils de parlementaires, à Westminster Hall, dans l'enceinte du palais de Westminster où siège le Parlement,.

## Liste
Ces quarante-trois parlementaires ou anciens parlementaires tombés au front ou bien des suites de la guerre sont, par ordre chronologique, :
| Nom                                             | Nom | Parlementaire (dates)                                                                                    | Parti | Parti                                                       | Régiment                                                                                 | Date de naissance | Décès | Remarques |
| ----------------------------------------------- | --- | --- | ----- | ----------------------------------------------------------- | ---------------------------------------------------------------------------------------- | ----------------- | --- | --- |
| Arthur O'Neill                                  |     | Député de Mid-Antrim depuis janvier 1910.                                                                |       | Parti unioniste irlandais                                   | Capitaine, 2d régiment des Life Guards (cavalerie)                                       | 19 septembre 1876 | 6 novembre 1914, à l'âge de 38 ans. Tué au combat à Klein Zillebeke, en Belgique. | |
| Henry Parnell, 5e baron Congleton               |     | Pair héréditaire à la Chambre des lords depuis 1911.                                                     |       | incertain                                                   | Lieutenant, 2e bataillon des Grenadier Guards                                            | 6 septembre 1890  | 10 novembre 1914, à l'âge de 24 ans. Tué au combat à Klein Zillebeke, en Belgique. | |
| Frederick Roberts, 1er comte Roberts            |     | Pair héréditaire à la Chambre des lords depuis 1892 (anobli).                                            |       | sans étiquette                                              | Field marshal de l'armée britannique.                                                    | 30 septembre 1832 | 14 novembre 1914, à l'âge de 82 ans. Mort de pneumonie en visitant les troupes indiennes sur le front à Saint-Omer, en France. | Commandant-en-chef des Forces armées de 1901 à 1904. Titulaire de la Croix de Victoria pour ses actes durant la révolte des cipayes en 1857.                                                                  |
| Wyndham Knatchbull-Hugessen, 3e baron Brabourne |     | Pair héréditaire à la Chambre des lords depuis 1909.                                                     |       | Parti libéral                                               | 2d lieutenant, 1er bataillon des Grenadier Guards                                        | 21 septembre 1885 | 11 mars 1915, à l'âge de 29 ans. Tué au combat à la bataille de Neuve-Chapelle. | |
| Will Gladstone                                  |     | Député de Kilmarnock Burghs depuis septembre 1911.                                                       |       | Parti libéral                                               | Lieutenant, Royal Welch Fusiliers                                                        | 14 juillet 1885   | 13 avril 1915, à l'âge de 29 ans. Tué au combat près de Laventie, en France. | Petit-fils du Premier ministre William Ewart Gladstone. |
| John Esmonde                                    |     | Député de Tipperary-nord depuis décembre 1910.                                                           |       | Parti parlementaire irlandais                               | Capitaine, Royal Army Medical Corps                                                      | 21 janvier 1862   | 17 avril 1915, à l'âge de 53 ans. Mort de pneumonie et d'épuisement. | |
| Arthur French, 5e baron de Freyne               |     | Pair héréditaire à la Chambre des lords depuis septembre 1913.                                           |       | incertain                                                   | Capitaine, 3e bataillon des South Wales Borderers                                        | 3 juillet 1879    | 9 mai 1915, à l'âge de 35 ans. Tué à la bataille d'Aubers. | |
| Harold Cawley                                   |     | Député de Heywood depuis janvier 1910.                                                                   |       | Parti libéral                                               | Capitaine, 6e bataillon du régiment de Manchester                                        | 12 juin 1878      | 23 septembre 1915, à l'âge de 37 ans. Tué au combat à la bataille des Dardanelles. | |
| Thomas Agar-Robartes                            |     | Député de St Austell depuis février 1908.                                                                |       | Parti libéral                                               | Capitaine, 1er bataillon des Coldstream Guards                                           | 22 mai 1880       | 30 septembre 1915, à l'âge de 35 ans. Tué par un sniper à la bataille de Loos en portant assistance à un camarade blessé. | |
| Ninian Crichton-Stuart                          |     | Député de Cardiff depuis décembre 1910.                                                                  |       | Parti conservateur                                          | Lieutenant-colonel, 6e bataillon du Welch Regiment                                       | 15 mai 1883       | 2 octobre 1915, à l'âge de 32 ans. Tué au combat à la bataille de Loos. | |
| Charles Mills                                   |     | Député d'Uxbridge depuis janvier 1910.                                                                   |       | Parti conservateur                                          | 2d lieutenant, 2e bataillon des Scots Guards                                             | 13 mars 1887      | 6 octobre 1915, à l'âge de 28 ans. Tué au combat à Hulluch, en France. | « Bébé de la Chambre » des communes (plus jeune membre) de janvier à décembre 1910. |
| William Walrond                                 |     | Député de Tiverton depuis février 1906.                                                                  |       | Parti conservateur                                          | Lieutenant, détachement d'approvisionnement des chemins de fer, Royal Army Service Corps | 22 mai 1876       | 2 novembre 1915, à l'âge de 39 ans. Rapatrié après avoir été blessé au combat en France, et mort de ses blessures. | |
| Thomas Pakenham, 5e comte de Longford           |     | Pair héréditaire à la Chambre des lords depuis 1887.                                                     |       | Parti conservateur                                          | Général de brigade, 2e brigade montée des Midlands-Sud                                   | 19 octobre 1864   | 21 août 1915, à l'âge de 50 ans. Tué au combat à la bataille de Sari Bair durant la campagne des Dardanelles. | |
| Lionel Petre, 16e baron Petre                   |     | Pair héréditaire à la Chambre des lords depuis décembre 1908.                                            |       | incertain                                                   | Capitaine, 4e bataillon pionnier, Coldstream Guards                                      | 3 novembre 1890   | 30 septembre 1915, à l'âge de 24 ans. Mort des suites de ses blessures à la bataille de Loos. | |
| Thomas Trollope, 3e baron Kesteven              |     | Pair héréditaire à la Chambre des lords depuis juillet 1915.                                             |       | incertain                                                   | Capitaine, Lincolnshire Yeomanry (cavalerie)                                             | 1er mai 1891      | 5 novembre 1915, à l'âge de 24 ans. Blessé à bord du cargo SS Mercian torpillé par un sous-marin allemand, et mort à Oran en Algérie deux jours plus tard. | |
| George Venables-Vernon, 8e baron Vernon         |     | Pair héréditaire à la Chambre des lords depuis septembre 1909.                                           |       | Parti libéral                                               | Capitaine, Derbyshire Yeomanry                                                           | 28 septembre 1888 | 10 novembre 1915, à l'âge de 27 ans. Mort de la dysenterie, contractée lors de sa participation à la campagne des Dardanelles. | |
| James Ogilvie-Grant, 11e comte de Seafield      |     | Pair héréditaire à la Chambre des lords depuis 1897.                                                     |       | incertain                                                   | Capitaine, 3e bataillon, Cameron Highlanders                                             | 18 avril 1876     | 12 novembre 1915, à l'âge de 39 ans. Mort de ses blessures reçues en Flandres. | Noble écossais, 30e chef du clan Grant. |
| Gilbert Sackville, 8e comte De La Warr          |     | Pair héréditaire à la Chambre des lords depuis 1896.                                                     |       | incertain                                                   | Lieutenant, Royal Naval Volunteer Service                                                | 22 mars 1869      | 16 décembre 1915, à l'âge de 46 ans. Mort à Messine, en Italie, de rhumatisme articulaire aigu et dysenterie contractés durant son service dans la Marine. | |
| Michael Hicks Beach                             |     | Député de Tewkesbury depuis février 1906.                                                                |       | Parti conservateur                                          | Capitaine, Royal Gloucestershire Hussars Yeomanry                                        | 19 janvier 1877   | 23 avril 1916, à l'âge de 39 ans. Mort de blessures reçues à Qatia dans le Sinaï égyptien. | |
| Herbert Kitchener, 1er comte Kitchener          |     | Pair héréditaire à la Chambre des lords depuis 1898 (anobli).                                            |       | sans étiquette                                              | Field marshal de l'armée britannique.                                                    | 24 juin 1850      | 5 juin 1916, à l'âge de 65 ans. Mort à bord du navire HMS Hampshire, coulé par une mine allemande. | Ministre de la Guerre depuis août 1914. |
| Duncan Campbell                                 |     | Député d'Ayrshire-nord depuis décembre 1911.                                                             |       | Parti unioniste d'Écosse                                    | Lieutenant-colonel, régiment du duc de Wellington                                        | 24 avril 1876     | 4 septembre 1916, à l'âge de 40 ans. Blessé grièvement au bras gauche à la première bataille d'Ypres en novembre 1914, il retourne au front un an plus tard. Blessé par une mine sur le front de l'ouest, il est rapatrié une nouvelle fois et meurt de ses blessures. | Décoré de l'ordre du Service distingué. |
| Tom Kettle                                      |     | Député de Tyrone-est de juillet 1906 à décembre 1910.                                                    |       | Parti parlementaire irlandais                               | Lieutenant, Fusiliers royaux de Dublin                                                   | 9 février 1880    | 9 septembre 1916, à l'âge de 36 ans. Tué au combat à la bataille de la Somme. | Également économiste, avocat, journaliste et poète. |
| Guy Baring                                      |     | Député de Winchester depuis février 1906.                                                                |       | Parti conservateur                                          | Lieutenant-colonel, 1er bataillon des Coldstream Guards                                  | 26 février 1873   | 15 septembre 1916, à l'âge de 43 ans. Tué au combat à la bataille de la Somme. | |
| Charles Duncombe, 2e comte de Feversham         |     | Député de Thirsk-et-Malton de février 1906 à février 1915, puis pair héréditaire à la Chambre des lords. |       | Parti conservateur                                          | Lieutenant-colonel, 21e bataillon du Corps royal des fusiliers du Roi                    | 8 mai 1879        | 15 septembre 1916, à l'âge de 37 ans. Tué au combat à la bataille de Flers-Courcelette. | |
| Gerald Arbuthnot                                |     | Député de Burnley de janvier à décembre 1910.                                                            |       | Parti conservateur                                          | 2d lieutenant, Grenadier Guards                                                          | 19 décembre 1872  | 25 septembre 1916, à l'âge de 43 ans. Tué au combat à la bataille de la Somme. | |
| John Rolls, 2d baron Llangattock                |     | Pair héréditaire à la Chambre des lords depuis 1912.                                                     |       | incertain                                                   | Major, 1re batterie du Monmouthshire, Royal Field Artillery                              | 25 avril 1870     | 31 octobre 1916, à l'âge de 46 ans. Mort des suites de ses blessures à la bataille de la Somme. | Frère aîné de Charles Rolls, le cofondateur de Rolls-Royce. |
| Auberon Herbert, 9e baron Lucas                 |     | Pair héréditaire à la Chambre des lords depuis 1905.                                                     |       | Parti libéral                                               | Capitaine, Royal Flying Corps                                                            | 25 mai 1876       | 3 novembre 1916, à l'âge de 40 ans. Blessé par un avion de chasse allemand au-dessus des lignes allemandes, à bord de son appareil, et mort des suites de ses blessures.                                                                                               | Ministre-adjoint à la Guerre de 1908 à 1911, et aux Colonies en 1911. |
| Henry Barnes, 2e baron Gorell                   |     | Pair héréditaire à la Chambre des lords depuis 1913.                                                     |       | incertain                                                   | Major, 19e batterie de Londres, Royal Field Artillery                                    | 21 janvier 1882   | 16 janvier 1917, à l'âge de 34 ans. Tué au combat à Ypres, en Belgique. | |
| Henry Howard, 19e comte de Suffolk              |     | Pair héréditaire à la Chambre des lords depuis 1898.                                                     |       | Parti libéral                                               | Major, batterie du Wiltshire, 3e brigade de Wessex, Royal Field Artillery                | 13 septembre 1877 | 21 avril 1917, à l'âge de 39 ans. Tué au combat à la bataille d'Istabulat durant la campagne de Mésopotamie. | |
| Valentine Fleming                               |     | Député de Henley depuis janvier 1910.                                                                    |       | Parti conservateur                                          | Major, Escadron C, Oxfordshire Hussars                                                   | 17 février 1882   | 20 mai 1917, à l'âge de 35 ans. Tué par un bombardement allemand près d'Épehy, en France. | Décoré à titre posthume de l'ordre du Service distingué. Père des écrivains Peter et Ian Fleming. |
| Shelley Scarlett, 5e baron Abinger              |     | Pair héréditaire à la Chambre des lords depuis 1903.                                                     |       | incertain                                                   | Commandant, Royal Naval Volunteer Reserve                                                | 1er avril 1872    | 23 mai 1917, à l'âge de 45 ans. Mort à Londres dans des circonstances non-précisées, mais listé par le Parlement comme victime de la guerre. | |
| Willie Redmond                                  |     | Député de Wexford de 1883 à 1885, de Fermanagh-nord de 1885 à 1892 et de Clare-est depuis 1892.          |       | Parti parlementaire irlandais                               | Major, 6e bataillon, Royal Irish Regiment                                                | 13 avril 1861     | 7 juin 1917, à l'âge de 56 ans. Mort d'une blessure subie durant la bataille de Messines. | Personnalité prééminente du mouvement nationaliste irlandais. |
| Francis McLaren                                 |     | Député de Spalding depuis janvier 1910.                                                                  |       | Parti libéral                                               | 2d lieutenant, Royal Flying Corps                                                        | 6 juin 1886       | 30 août 1917, à l'âge de 31 ans. Mort d'un accident de vol durant un entraînement. | |
| Neil Primrose                                   |     | Député de Wisbech depuis janvier 1910.                                                                   |       | Parti libéral                                               | Capitaine, Royal Buckinghamshire Hussars Yeomanry                                        | 14 décembre 1882  | 18 novembre 1917, à l'âge de 34 ans. Mort de blessures subies durant la troisième bataille de Gaza. | Ministre-adjoint aux Affaires étrangères de février à mai 1915. Secrétaire parlementaire du Trésor de décembre 1916 à mars 1917. Fils de l'ancien Premier ministre Archibald Primrose (5e comte de Rosebery). |
| Philip Glazebrook                               |     | Député de Manchester-sud depuis mars 1912.                                                               |       | Parti conservateur                                          | Major, King's Shropshire Light Infantry                                                  | 24 décembre 1880  | 7 mars 1918, à l'âge de 37 ans. Tué au combat à al-Bireh en Palestine. | Décoré de l'ordre du Service distingué deux mois avant sa mort. |
| Percy Clive                                     |     | Député de Ross de 1900 à 1906, puis depuis janvier 1908.                                                 |       | Parti conservateur (Parti libéral unioniste jusqu'en 1912.) | Lieutenant-colonel, Lancashire Fusiliers                                                 | 13 mars 1873      | 5 avril 1918, à l'âge de 35 ans. Blessé deux foix ; décoré de l'ordre national de la Légion d'honneur et la Croix de guerre. Tué au combat à Bucquoy en France. | |
| William Parsons, 5e comte de Rosse              |     | Pair héréditaire élu à la Chambre des lords comme représentant par ses pairs irlandais en 1911.          |       | incertain                                                   | Major, 1er bataillon, Irish Guards                                                       | 14 juin 1873      | 10 juin 1918, à l'âge de 44 ans. Mort des suites de blessures de guerre. | |
| William Poulett, 7e comte Poulett               |     | Pair héréditaire à la Chambre des lords depuis 1899.                                                     |       | incertain                                                   | Capitaine, Warwickshire Royal Horse Artillery                                            | 11 septembre 1883 | 11 juillet 1918, à l'âge de 34 ans. Mort en service, de la grippe de 1918. | |
| Francis Bennett-Goldney                         |     | Député de Cantorbéry depuis décembre 1910.                                                               |       | Unioniste indépendant                                       | Major, Royal Army Service Corps                                                          | 1865              | 27 juillet 1918, à l'âge de 51 ans. Attaché militaire à l'ambassade britannique à Paris ; mort d'un accident de voiture à Brest. | |
| Oswald Cawley                                   |     | Député de Prestwich depuis janvier 1918.                                                                 |       | Parti libéral                                               | Capitaine, Shropshire Yeomanry                                                           | 7 octobre 1882    | 22 août 1918, à l'âge de 35 ans. Tué au combat près de Merville, en France. | Troisième d'une fratrie de quatre à mourir à la guerre, après John en 1914 et Harold, député libéral lui aussi, en 1915.                                                                                      |
| Alexander Thynne                                |     | Député de Bath depuis janvier 1910.                                                                      |       | Parti conservateur                                          | Lieutenant-colonel, Royal Wiltshire Yeomanry                                             | 17 février 1873   | 16 septembre 1918, à l'âge de 45 ans. Tué au combat à Béthune, en France. | Décoré de l'ordre du Service distingué et de la croix de guerre. |
| Charles Lyell                                   |     | Député de Dorset-est de 1904 à janvier 1910, puis d'Édimbourg-sud d'avril 1910 à mai 1917.               |       | Parti libéral                                               | Major, Fife Royal Garrison Artillery                                                     | 18 mai 1875       | 18 octobre 1918, à l'âge de 43 ans. Mort de pneumonie durant le service. | |
| Victor Conyngham, 5e marquis Conyngham          |     | Pair héréditaire à la Chambre des lords depuis 1904.                                                     |       | incertain                                                   | Lieutenant, South Irish Horse                                                            | 30 janvier 1883   | 9 novembre 1918, à l'âge de 35 ans. Aide de camp du lieutenant-général John Maxwell ; mort en service, de pneumonie résultant de la grippe de 1918. | |